# Savikkojärvet
Savikkojärvet är varandra näraliggande sjöar i Kiruna kommun i Lappland som ingår i Torneälvens huvudavrinningsområde.
- Savikkojärvet (Jukkasjärvi socken, Lappland, 753703-176616), sjö i Kiruna kommun, 67°48′15″N 22°07′29″Ö / 67.8043°N 22.1248°Ö
- Savikkojärvet (Jukkasjärvi socken, Lappland, 753774-176616), sjö i Kiruna kommun, 67°48′38″N 22°07′35″Ö / 67.8106°N 22.1265°Ö